# Giải thưởng George Polk
Giải thưởng George Polk trong Báo chí là một loạt các giải thưởng báo chí của Mỹ được trao hàng năm bởi Đại học Long Island ở thành phố New York, Hoa Kỳ. Một nhà văn ở Idea Lab, một blog nhóm được lưu trữ trên trang web của PBS, mô tả giải thưởng là "một trong vài giải thưởng báo chí có ý nghĩa".